# الهبطيين (باب تازة)
الهبطيين هي إحدى مشيخات المملكة المغربية، تتبع جغرافيا لإقليم شفشاون وإداريًا لباب تازة. يقدر عدد سكانها بـ 5420 نسمة حسب الإحصاء الرسمي للسكان والسكنى لسنة 2004.